# Pantin

Położenie Pantin w ramach aglomeracji paryskiej

Pantin (wymowaⓘ) – miejscowość i gmina we Francji, w regionie Île-de-France, w departamencie Sekwana-Saint-Denis.
Według danych na rok 1990 gminę zamieszkiwały 47 303 osoby, a gęstość zaludnienia wynosiła 9442 osób/km² (wśród 1287 gmin regionu Île-de-France Pantin plasuje się na 34. miejscu pod względem liczby ludności, natomiast pod względem powierzchni na miejscu 677).
Na cmentarzu Pantin pochowana jest m.in. polska piosenkarka Wiera Gran, oraz francuski malarz Constantin Guys.

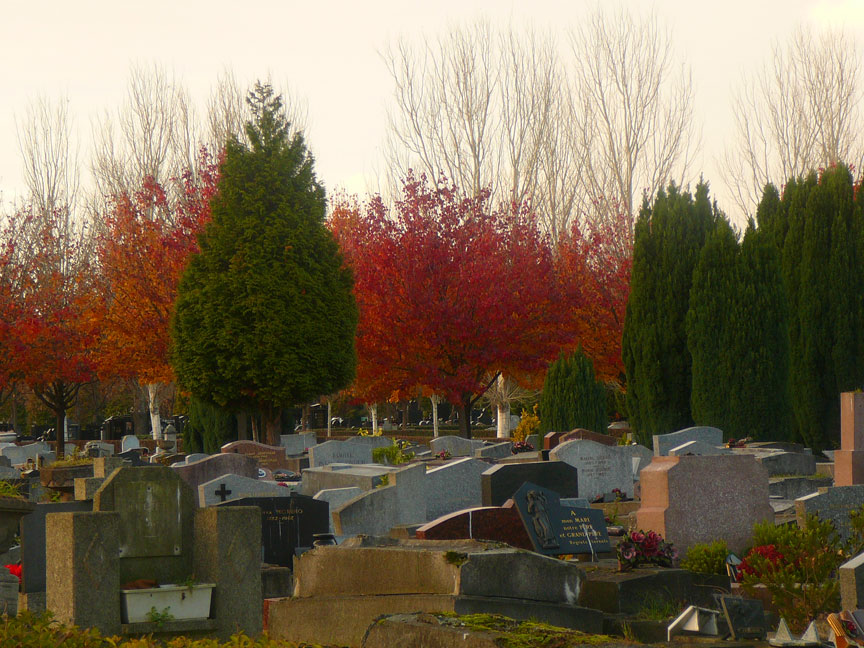
Cmentarz Pantin w dniu 26 listopada 2007